# Îles Vierges britanniques aux Jeux olympiques d'été de 2004
Les îles Vierges britanniques ont envoyé 1 seul athlète aux Jeux olympiques de 2004 à Athènes en Grèce.

## Résultats

### Athlétisme
200 m Hommes
- Dion Crabbe : 1er tour : 20 s 85

## Officiels
- Président : M. Reynold S. O'Neal
- Secrétaire général : Mme Eileen Parsons